# Heniochus intermedius

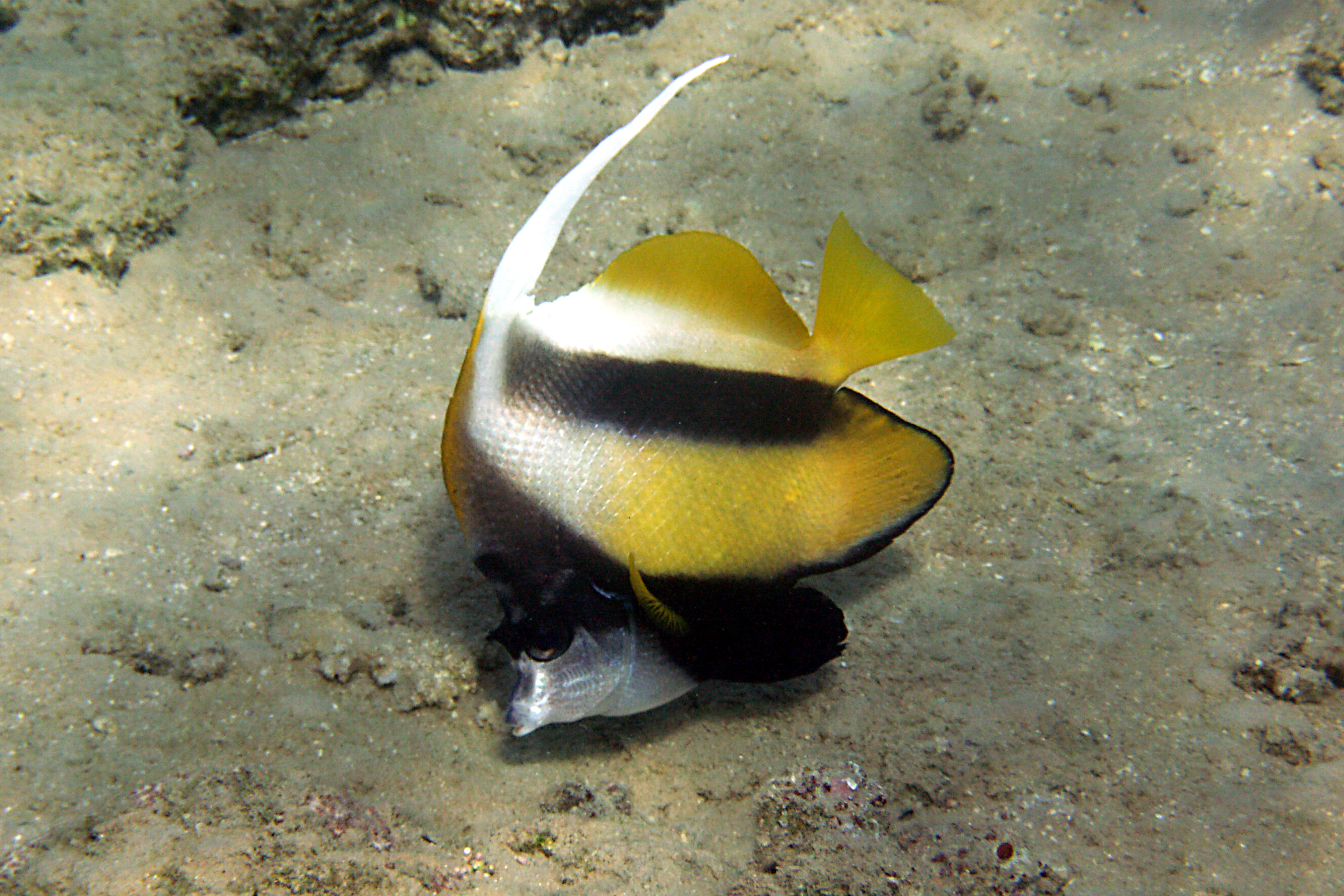

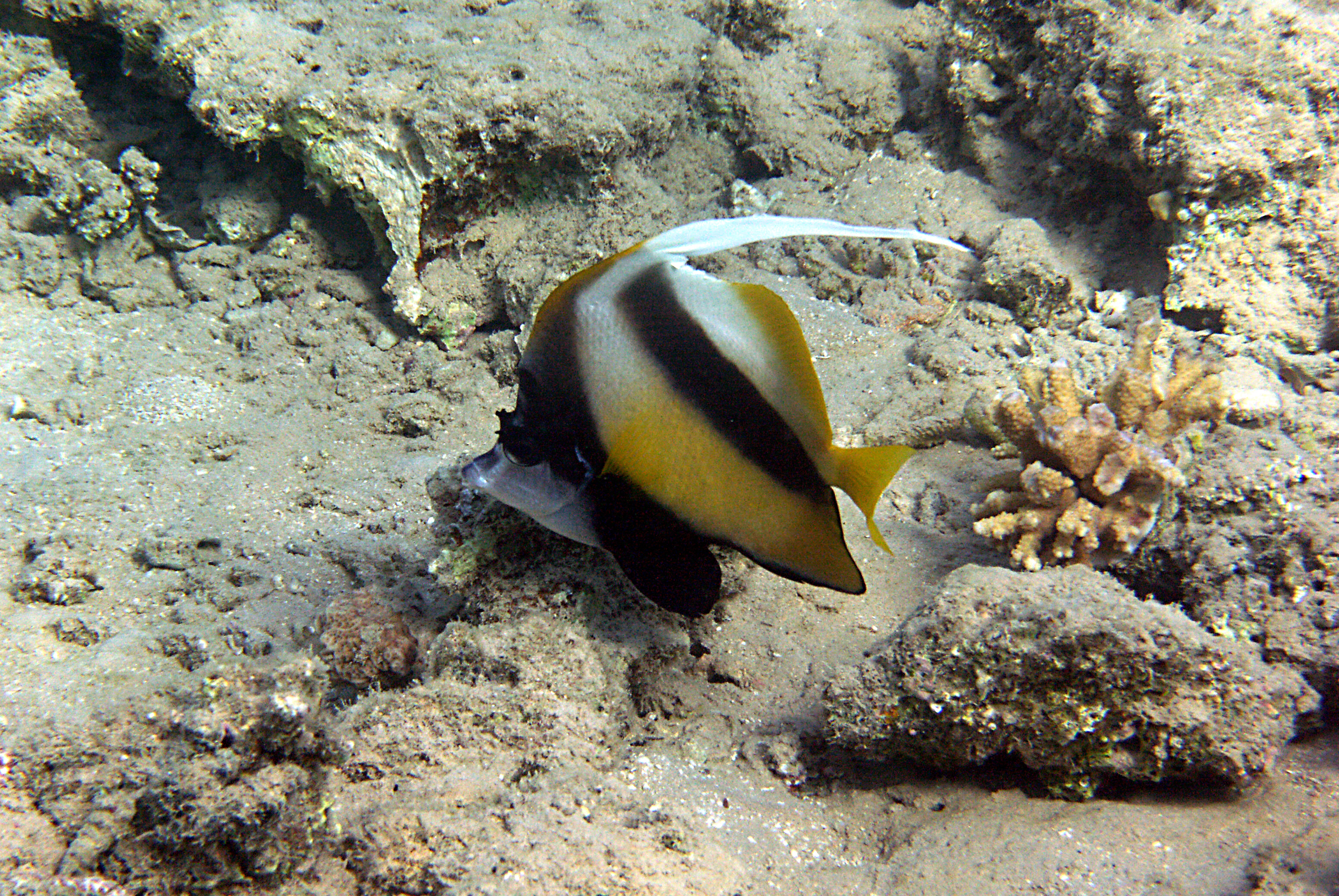

Heniochus intermedius – gatunek morskiej ryby z rodziny chetonikowatych. Bywa hodowana w akwariach morskich. Charakterystyczny jest żółty brzuch oraz biała płetwa grzbietowa z długim filamentem. 

## Występowanie
Morze Czerwone aż do Zatoki Adeńskiej, wokół raf koralowych, w lagunach i chronionych zewnętrznych fragmentach rafy na głębokościach 3–50 m. 

## Charakterystyka
Ryba terytorialna. Dorasta do 20 cm długości. Młode przebywają w dużych grupach, dorosłe osobniki pojedynczo lub w parach. Pary tego gatunku są bardzo terytorialne i potrafią bronić swojego terytorium przed innymi osobnikami. Żywią się zooplanktonem i bezkręgowcami. Żerują w ciągu dnia. Często unoszą się w toni wodnej ponad formacjami koralowców prawie bez ruchu. Młode osobniki przebywają na ogół w dużych grupach. Gatunek dość pospolity. 